# ベナン国営ラジオ・テレビ局

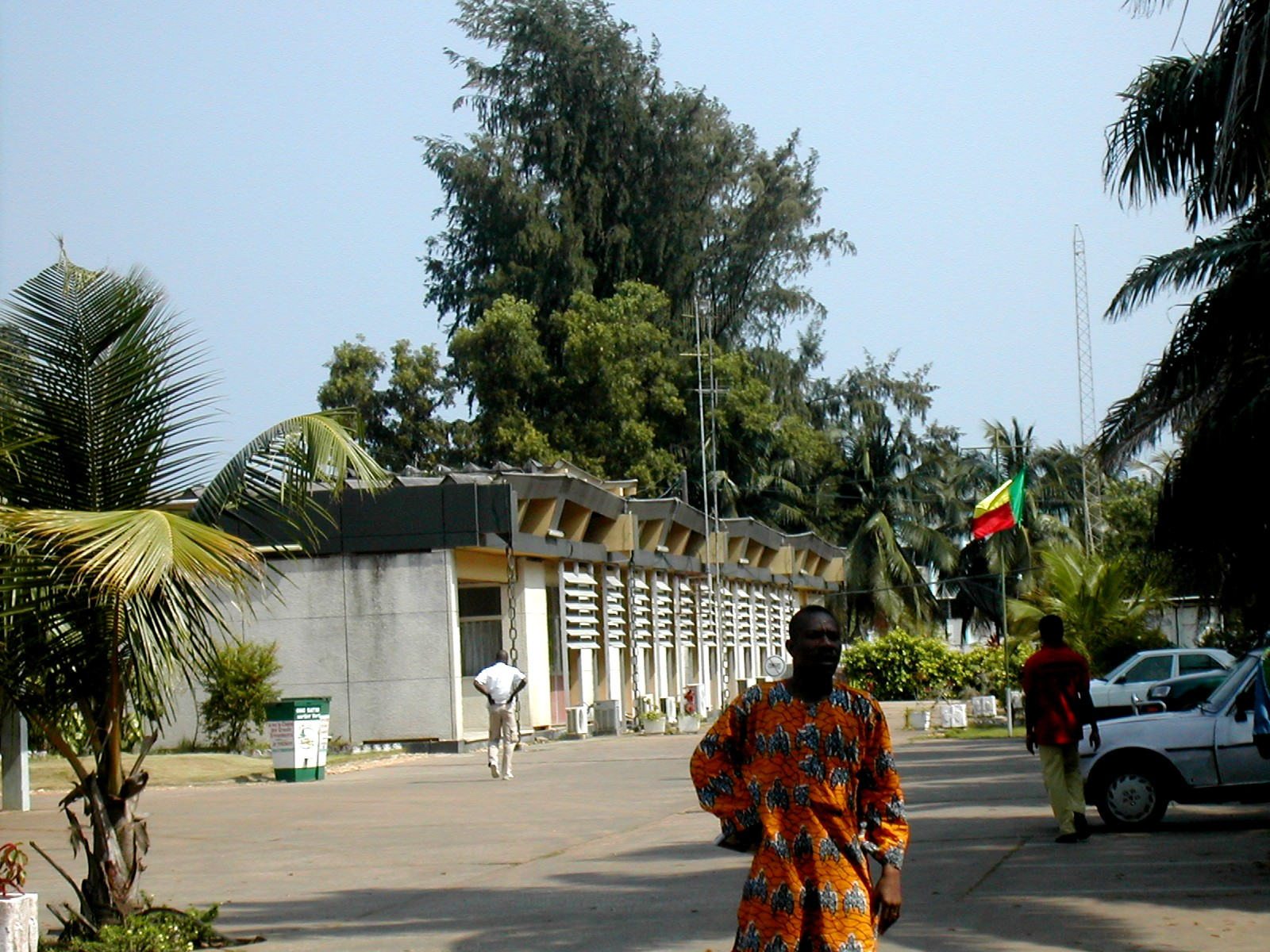
コトヌーにある局本部

ベナン国営ラジオ・テレビ局（仏語：Office de Radiodiffusion et Télévision du Bénin、略称：ORTB)はベナンにおける国営のテレビ・ラジオ放送事業者。本部は首都コトヌーに置かれている。アフリカ放送連合（AUB）に加盟している。

## 組織

### ラジオ
- ラジオ・ベナン （Radio Bénin）: 国土全域をカバーし、情報、娯楽、ニュース、ドキュメンタリー番組などを19の言語で放送している。
- ラジオ・パラクー （Radio Parakou）: 1983年に開局した、北ベナン向けのローカル局。
- アトランティックFM （Atlantic FM）: コトヌーとその周辺向けに地域番組を放送するローカル局。
- ラジオ・ベナン・アラフィア（Radio Bénin Alafia）: 国土全域をカバーし、18の公用語のみで放送している。
- ラ・セプタントリオナールFM（La Septentrionale FM） : フランス語で放送されている商用ラジオ放送。1997年にパラクーで開局。

### テレビ
- ORTB全国テレビ（ORTB Télévision nationale） : ベナン国民向けの全国テレビ放送。
- ベナン・ビジネス24（Bénin Business 24、BB24）: 2013年7月に放送開始された、主にビジネスの話題を中心とした全国向け第2チャンネル[2]。